# Porostereum novae-granatum
Porostereum novae-granatum är en svampart som först beskrevs av A.L. Welden, och fick sitt nu gällande namn av Hjortstam & Ryvarden 1990. Porostereum novae-granatum ingår i släktet Porostereum och familjen Phanerochaetaceae.   Inga underarter finns listade i Catalogue of Life.